# Vecsés
Vecsés è una città di 20 135 abitanti situata nella contea di Pest, nell'Ungheria settentrionale.

## Amministrazione

### Gemellaggi
- Lăzarea, Romania
- Rheinstetten, Germania